# Hosanna (pièce de théâtre)
Hosanna est une pièce de théâtre écrite par Michel Tremblay en 1973.

## Argument
De retour dans son appartement au milieu de la nuit, Hosanna est bouleversé. Ce travesti, coiffeur de jour répondant au nom de Claude Lemieux, croyait vivre un des plus grands moments de sa vie en revêtant, pendant une soirée d'Halloween, le costume d'Elizabeth Taylor dans le film Cléopâtre de 1963. Il vient au contraire d'être insulté publiquement par ses amis travestis dans un club homosexuel de la Main au centre-ville de Montréal. Cuirette, son amant, tente de minimiser l'événement, mais Hosanna ne l'entend pas de cette oreille, d'autant que Cuirette a participé à la rebuffade publique, d'autant que la blessure est profonde au point que Claude Lemieux se remet en question et que le couple qu'il forme avec Cuirette est à l'heure des vérités.

## Historique et notoriété
La première de Hosanna a lieu en mai 1973 au Théâtre de Quat'Sous.
Traduite en anglais par John Van Burek et Bill Glassco, Hosanna connaît sa première en anglais au Tarragon Theatre de Toronto le 15 mai 1974, avant d'être reprise au Bijou Theatre sur Broadway, à New York, le 14 octobre 1974.
Elle connaît ensuite de nombreuses productions au Québec et à l'étranger.

## Thèmes
Les thèmes principaux de la pièce sont la quête d'identité et la fragilité du couple. Selon Gorette Linhares, dans Le Canada Français du 6 décembre 2000, « Hosanna est l'une des créations les plus jouées à travers le monde. Bien qu'il date de 1973, ce drame a pris peu de rides parce qu'il aborde le thème de l'identité sexuelle, celle des hommes. ».
Lors d'une des reprises d'Hosanna en 2006, Michel Tremblay ajoute que la pièce met en scène deux hommes vieillissants : « deux êtres humains, [et parce que] deux individus qu’on a devant soi restent humains, la pièce continue d’être pertinente et les personnages, touchants. Une pièce sur des rêves brisés, ça peut rester éternel. Je ne veux pas dire que ma pièce l’est, mais les rêves brisés sont les mêmes depuis que le monde est monde. L’être humain est le seul animal qui a de l’imagination et qui peut avoir des rêves, donc il est le seul à pouvoir les partager et à pouvoir se les faire briser par les autres ».
De son côté, Pierre Nepveu, dans la revue Jeu, no 22, en 1982, voit dans une production de la pièce, alors montée à Londres, qu'il s'agit d'un « drame d'amour et de haine, de désir et de faiblesse, une misérable mascarade contemporaine où Michel Tremblay se découvre cousin d'Albee, de Fellini, et de bien d'autres ».